# Grenze zwischen Dschibuti und Somalia
Die Grenze zwischen Dschibuti und Somalia trennt als internationale Land- und  Seegrenze diese beiden Staaten, wobei der somalische Anteil seit 1991 unter der Kontrolle des De-facto-Regimes von Somaliland steht, das dem früheren Britisch-Somaliland  entspricht. Die Länge der Landgrenze beträgt 58 km. Die Grenze verläuft vom Dreiländereck mit Äthiopien bis zur Küste.

## Geschichte
Der Endpunkt der Grenze an der Küste wurde durch einen französisch-britischen Notenwechsel vom 2./9. Januar 1888 auf den Küstenort Loyada (in den Noten als „puits d’Hadou“ bezeichnet) festgelegt. Dies wurde 1890 und 1933 bestätigt. Der landseitige Endpunkt der Grenze am Dreiländereck mit Äthiopien wurde nach dreiseitigen Verhandlungen zwischen den Kolonialmächten Frankreich, Vereinigtes Königreich sowie Äthiopien im März 1934 bestimmt. Britisch-Somaliland schloss sich wenige Tage nach Erlangung der Unabhängigkeit am 1. Juli 1960 mit dem italienischen Mandatsgebiet Somalia (dem früheren Italienisch-Somaliland) zusammen. Dschibuti, die frühere Französische Somaliküste, später das Afar- und Issa-Territorium, wurde im Juni 1977 unabhängig. 1991 erklärte sich das frühere Britisch-Somaliland einseitig für unabhängig; es bildet seither ein gefestigtes De-facto-Regime, das aber international außer von Taiwan (Republik China) nicht anerkannt ist. Die Grenze zu Dschibuti gilt daher völkerrechtlich weiterhin als Außengrenze Somalias.

## Grenzverlauf

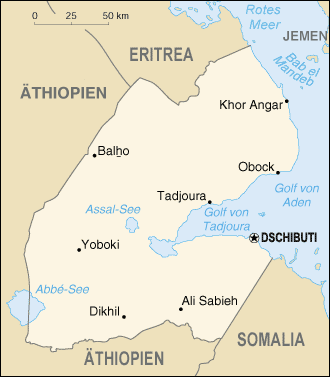
Karte von Dschibuti mit den Grenzen zu den Nachbarländern

Die Grenze beginnt im Westen am Dreiländereck mit Äthiopien in Medha-Djallelo (Grenzstein 1 der Grenze Äthiopien/Dschibuti, 10°58'48"N, 42°57'36"O). Der im Gelände nicht markierte Grenzverlauf führt geradlinig nach Nordosten zum Grenzpunkt an der Küste bei dem zu Dschibuti gehörenden Loyada (11°27′40″N, 43°15′10″O, einziger offizieller Grenzübergang).